# Экет
Экет (англ. Eket) — город и район местного управления на юго-востоке Нигерии, на территории штата Аква-Ибом.

## Географическое положение
Город находится в южной части штата, на левом берегу реки Ква-Ибо, на высоте 155 метров над уровнем моря.
Экет расположен на расстоянии приблизительно 37 километров к югу от города Уйо, административного центра штата и на расстоянии 465 километров к юго-юго-востоку (SSE) от Абуджи, столицы страны.

## Население
По данным оценочным данным 2012 года численность населения Экета составляла 85 516 человек.
В этническом составе населения преобладают южные ибибио или экет (орон, общая численность которых в Нигерии — 94 тыс. человек, и окобо — 67 тыс. человек).